# Paraleprodera bigemmata
Paraleprodera bigemmata es una especie de escarabajo longicornio del género Paraleprodera, tribu Monochamini, familia Cerambycidae. Fue descrita científicamente por Thomson en 1865.
Se distribuye por India. Mide 20-24 milímetros de longitud.